# Öronmussling
Öronmussling (Pleurocybella porrigens) är en svampart i ordningen skivlingar. I Sverige förekommer den främst i de sydvästra delarna av landet. Fruktkropparna syns på hösten, helst på barrträdsstubbar.
Den är i flera länder en uppskattad matsvamp, bland annat i Japan. Dödsfall har dock förekommit i Japan, där den misstänks ha slagit ut njurfunktionen hos äldre, känsliga personer med dålig njurfunktion. Den rekommenderades därför under en period inte som matsvamp i Sverige. Öronmussling är Bohusläns landskapssvamp.
Öronmussling kallas också lokalt för svinöra, grisöra eller baconsvamp.

## Beskrivning och utbredning
Öronmusslingen är en vedlevande svamp och fruktkroppen uppträder under hösten på murkna barrträdsstubbar, ofta i täta grupper. Fruktkropparna är som hos andra musslingar närmast musselformade, eller som svampens namn antyder något öronformade. Hatten är tunn och slät på ovansidan och blir normalt 3 till 10 centimeter bred. Svampen har nästan ingen fot eller saknar fot. Skivorna är tätt sittande och utgår radiärt från basen. Hela fruktkroppen är vit till gräddvit i färgen.
I Sverige förekommer den främst i de sydvästra delarna av landet, upp till Värmland.

## Matvärde
Traditionellt har öronmusslingen betraktats som god matsvamp. Efter ett par uppmärksammade förgiftningsfall i Japan avråddes man under en period från att äta den, i synnerhet för människor med njurproblem. Nya svampboken har tagit bort sin avrådan, eftersom inga fler indikering om giftighet kommit och den, särskilt i Japan, är en vanlig matsvamp. Svampen innehåller D-vitaminliknande ämnen och har misstänkts vara giftig för den som har nedsatt njurfunktion. Det finns även indikationer på att svampen innehåller exempelvis cancerogena ämnen. I vissa länder är den högt skattad, och i Japan används den i misosoppa.

## Förväxlingsrisk
Öronmusslingen har misstänkts kunnat förväxlas med Trogia venenata. Denna giftiga svamp växer i Kina och har orsakat flera hundra dödsfall.

## Landskapssvamp
Öronmusslingen är sedan 1999 Bohusläns landskapssvamp.

## Bilder

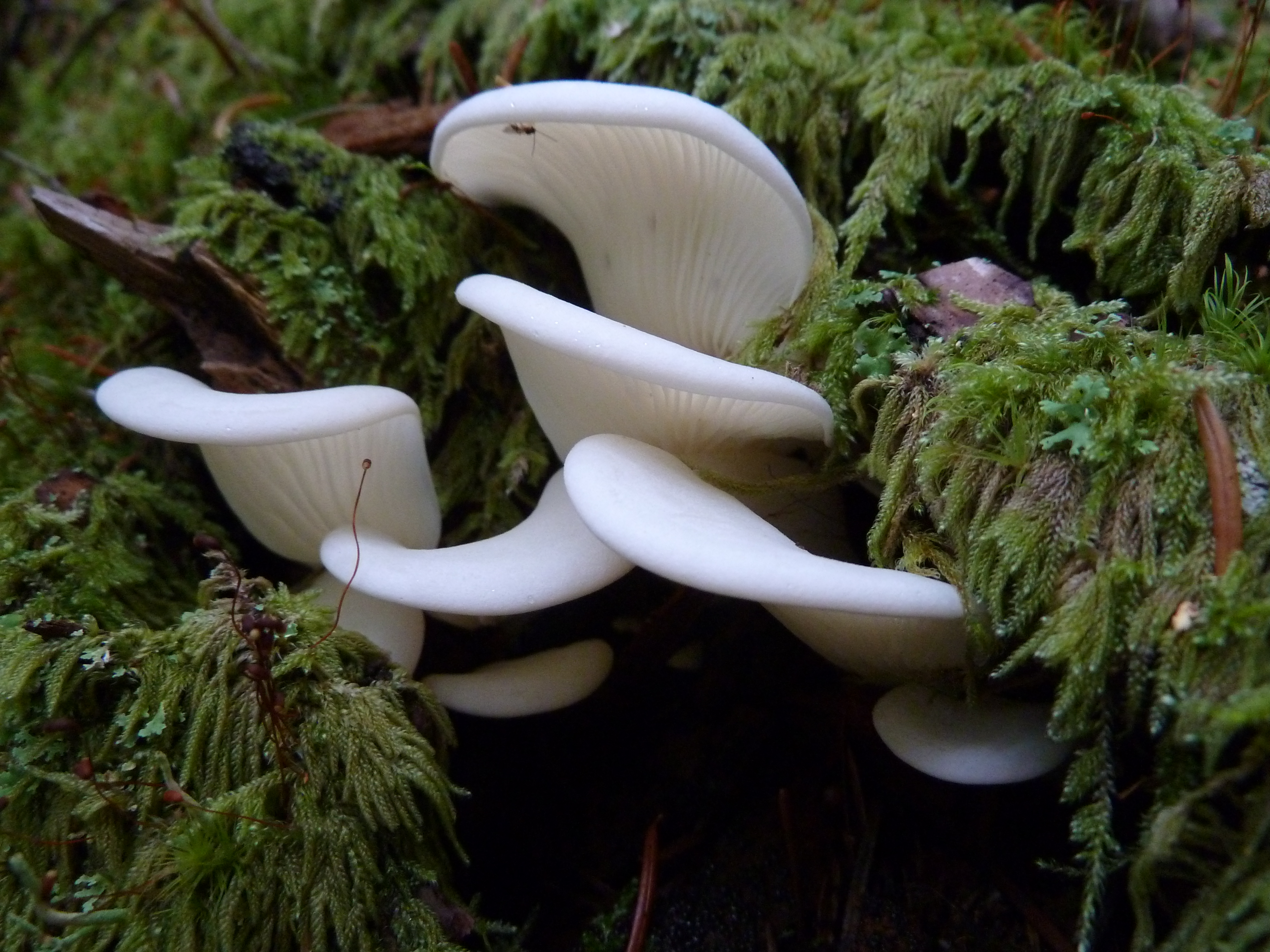
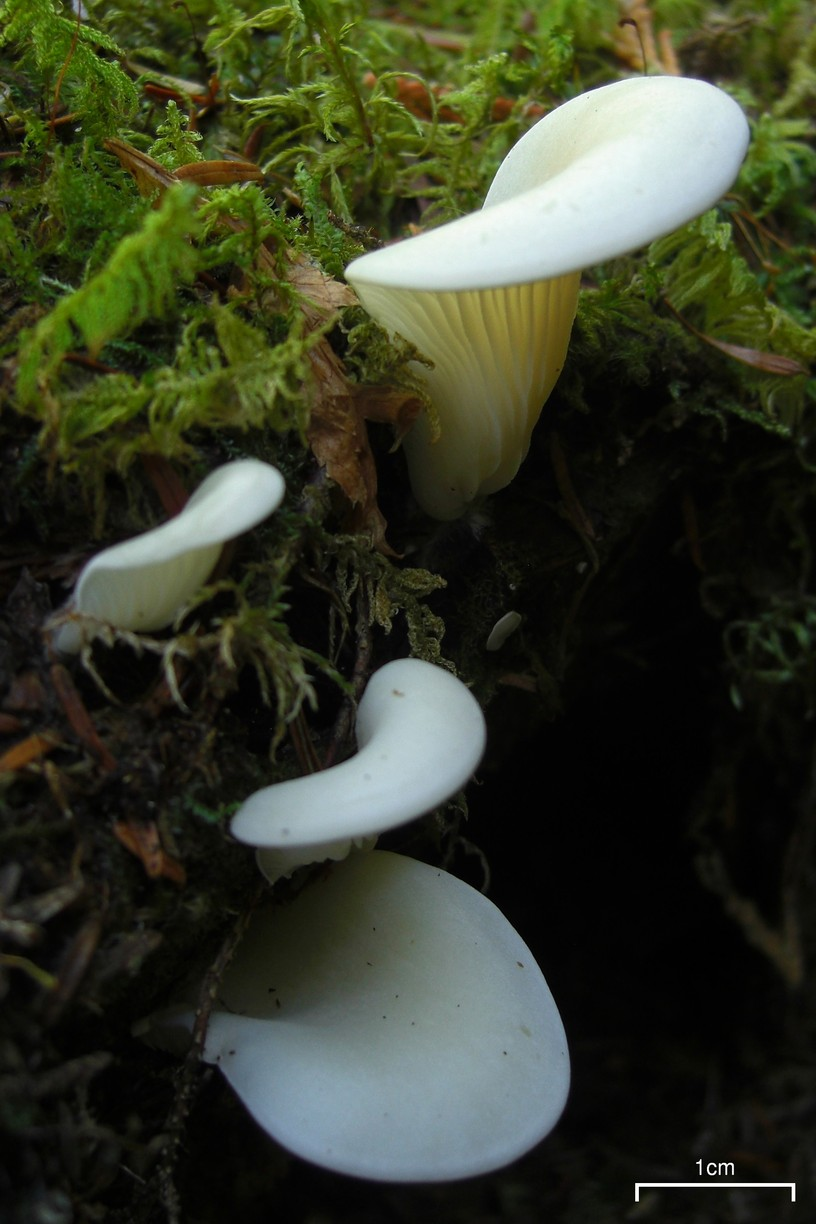
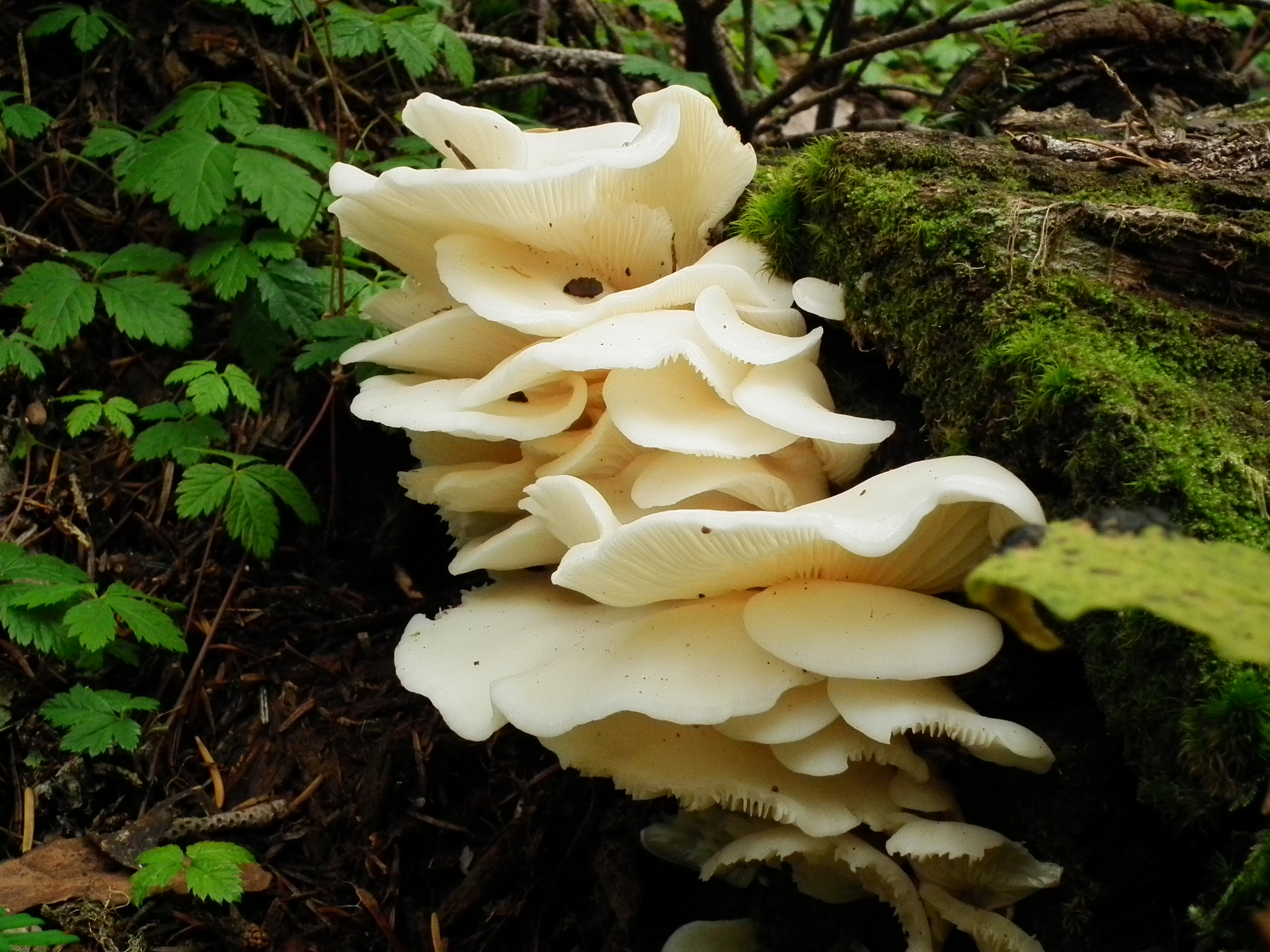
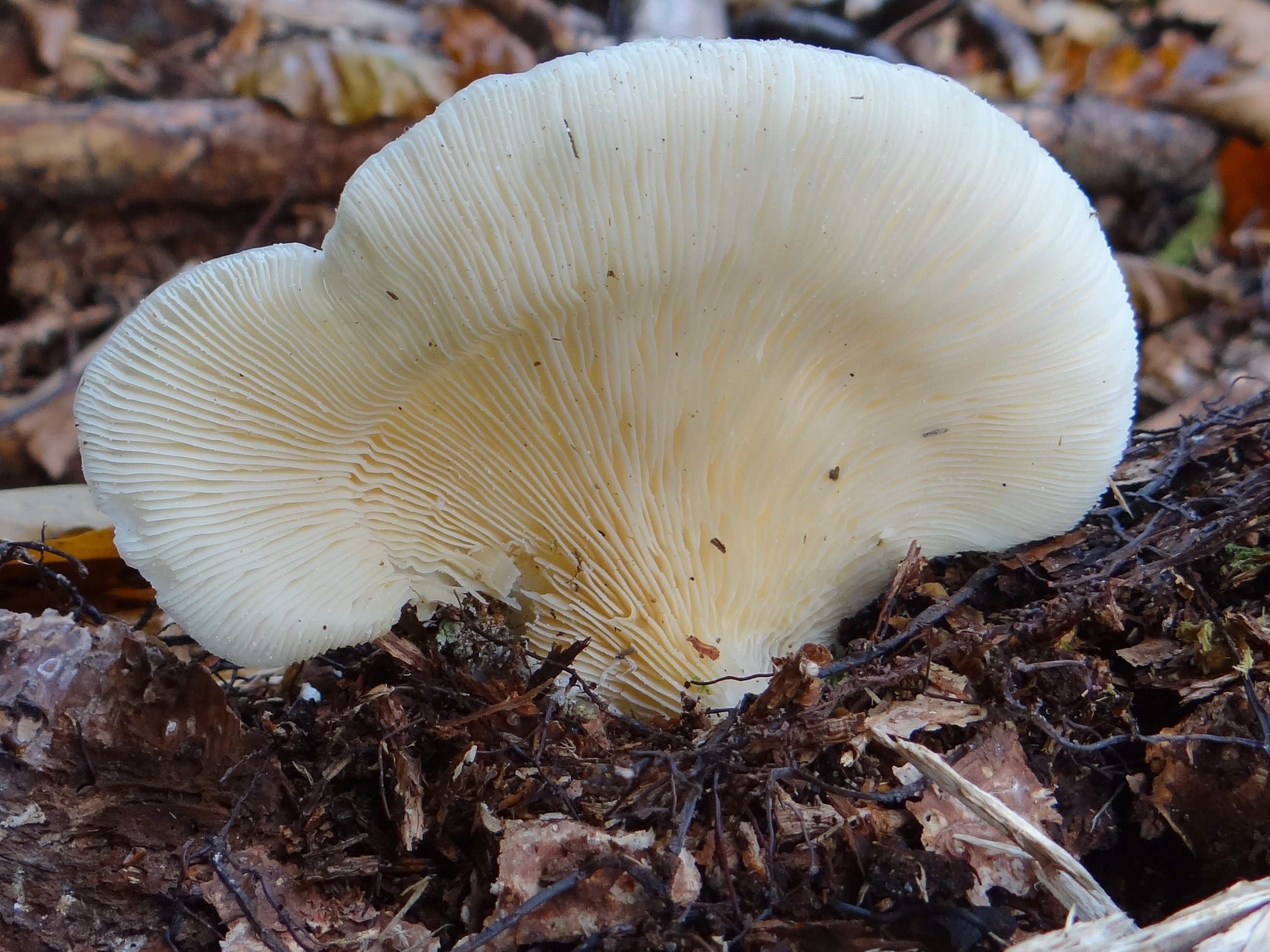